# Frane Čirjak
Frane Čirjak (sinh 23 tháng 6 năm 1995) là một cầu thủ bóng đá Croatia thi đấu ở vị trí tiền vệ cho Zrinjski Mostar.